# Kopparlunden
Kopparlunden är en stadsdel i Västerås.

## Historia
Kopparlundens historia är kopplad till industriutvecklingen och går tillbaka till 1897. Genom Aseas elektricitetshantering skapades möjligheten att framställa nya produkter. Nordiska Metallaktiebolaget tillverkade halvfabrikat i koppar, mässing och aluminium. Här skapades en industri för tråddrageri, valsverk, tubdrageri, metallpress, gjuteri, mekanisk verkstad och ammunitionstillverkning.
Nordiska Metallaktiebolaget slogs samman 1907 till Aktiebolaget Svenska Metallverken. 1910 strukturerades företaget om och Nya Aktiebolaget Svenska Metallverken bildades. Man bytte namn till Svenska Metallverken AB 1914, ett namn som man behöll till 1969 då Gränges köpte Metallverken och Gränges Essem bildades. Under 1960-talet upphörde man med ammunitionstillverkningen. 1980 köptes Gränges upp av Electrolux som i sin tur sålde koppardelen inom koncernen till det finländska företaget Outokumpu. Det nya namnet blev Outukumpu Copper.
Under lågkonjunkturen i början av 1990-talet skar Outokumpu Copper ner från 1100 medarbetare till 400. I och med nedskärningen kunde Outokumpu minska industriområdets utbredning och man kunde för första gången på nästan 100 år öppna området för allmänheten. Det som tidigare varit ett hårdbevakat, slutet tillverkningsdistrikt, gjordes om under 1990-talets slut till bland annat bostadsområden och hemvist för Culturen, Västerås Science Park och Kopparlundsgymnasiet.
Området avgränsas av E18, järnvägen, Pilgatan, Östra Ringvägen och Kopparbergsvägen.
Området gränsar i nordväst till Karlsdal, i nordost till Emaus, i sydost till Ängsgärdet, i söder till Kungsängen och i väst till Östermalm.

## Bilder
Området i september 2014.

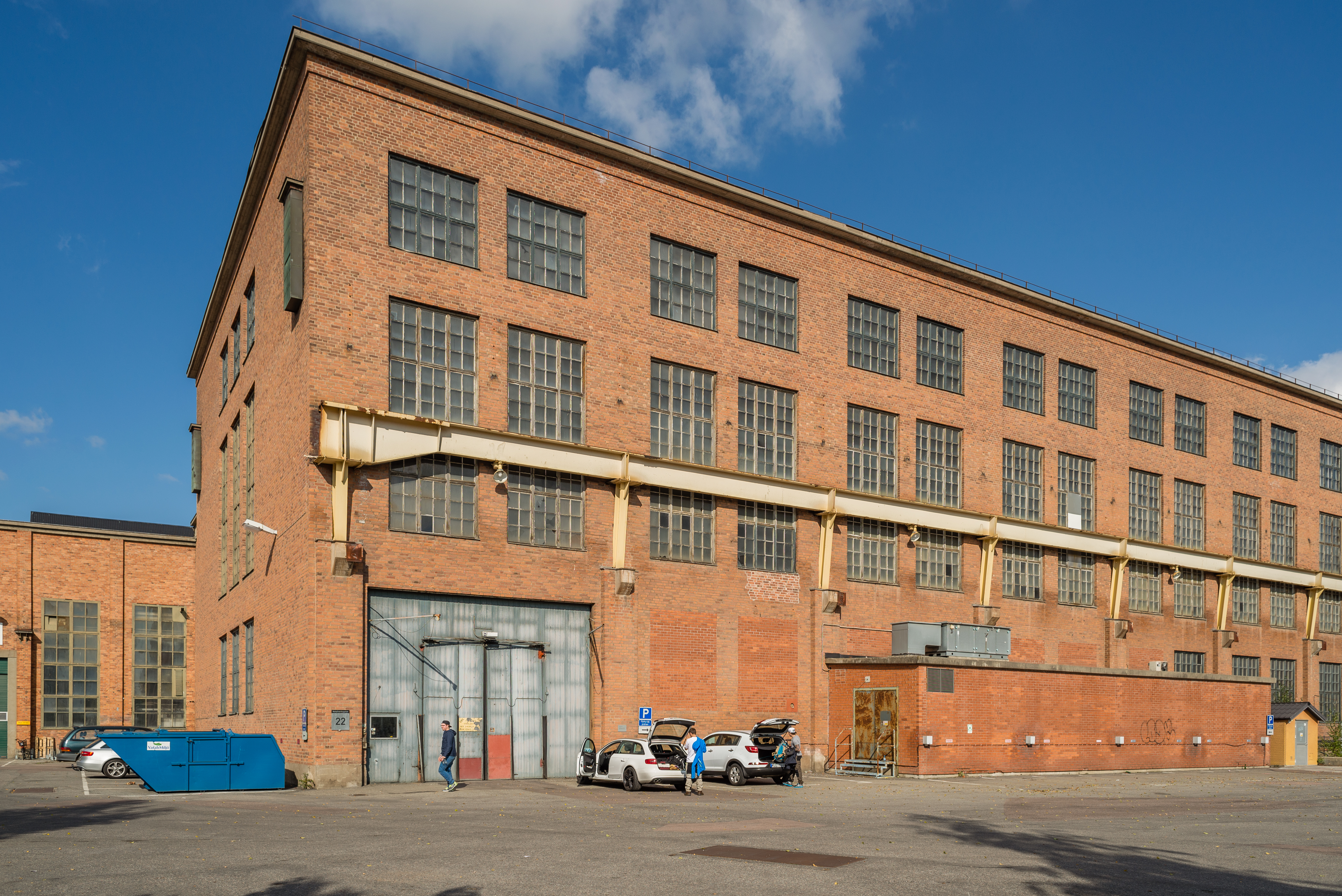
Bevarade industrilokaler. I förgrunden Aseas generatorfabrik byggd 1946, senare såld till Gränges Essem.
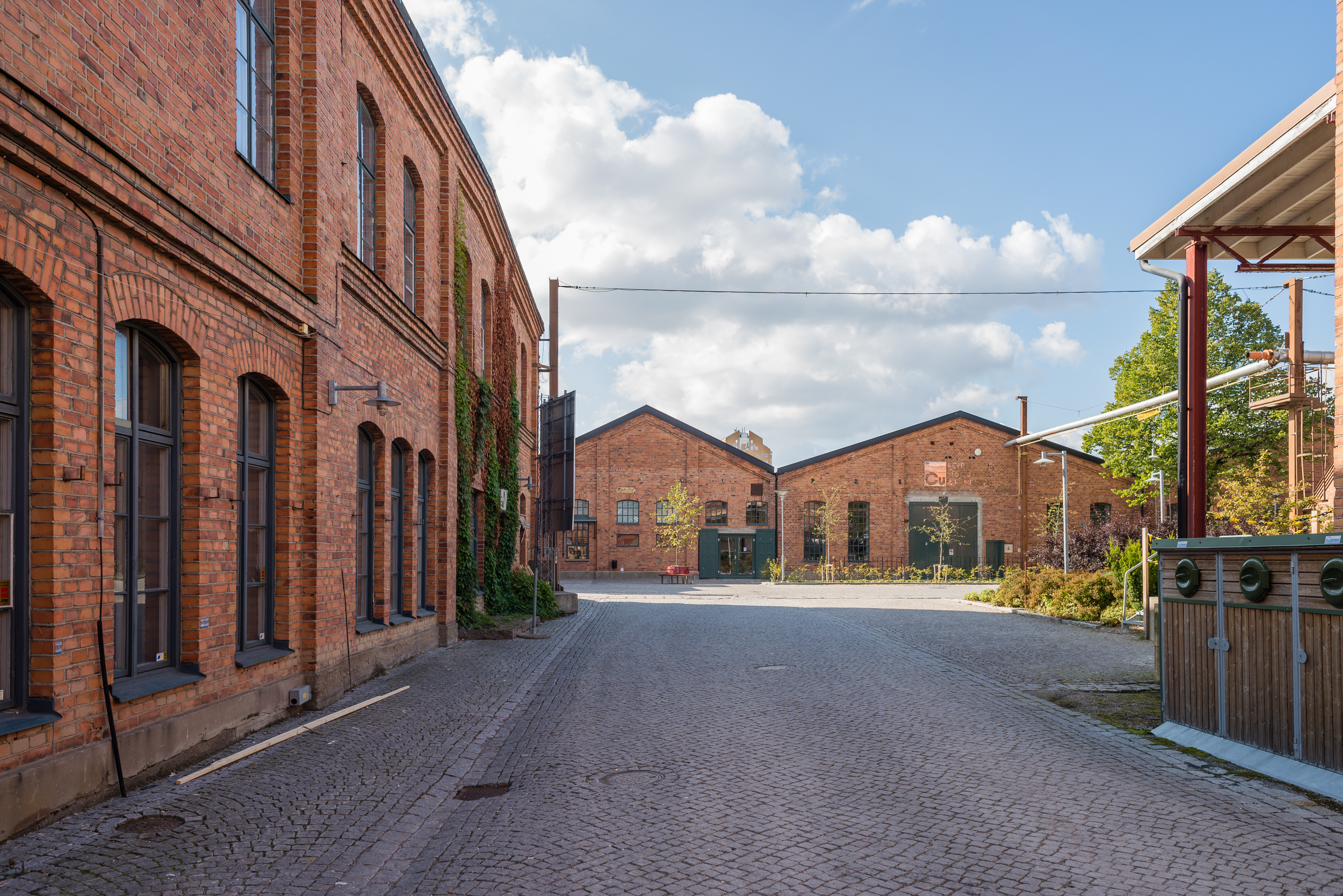
Bevarade industrilokaler.
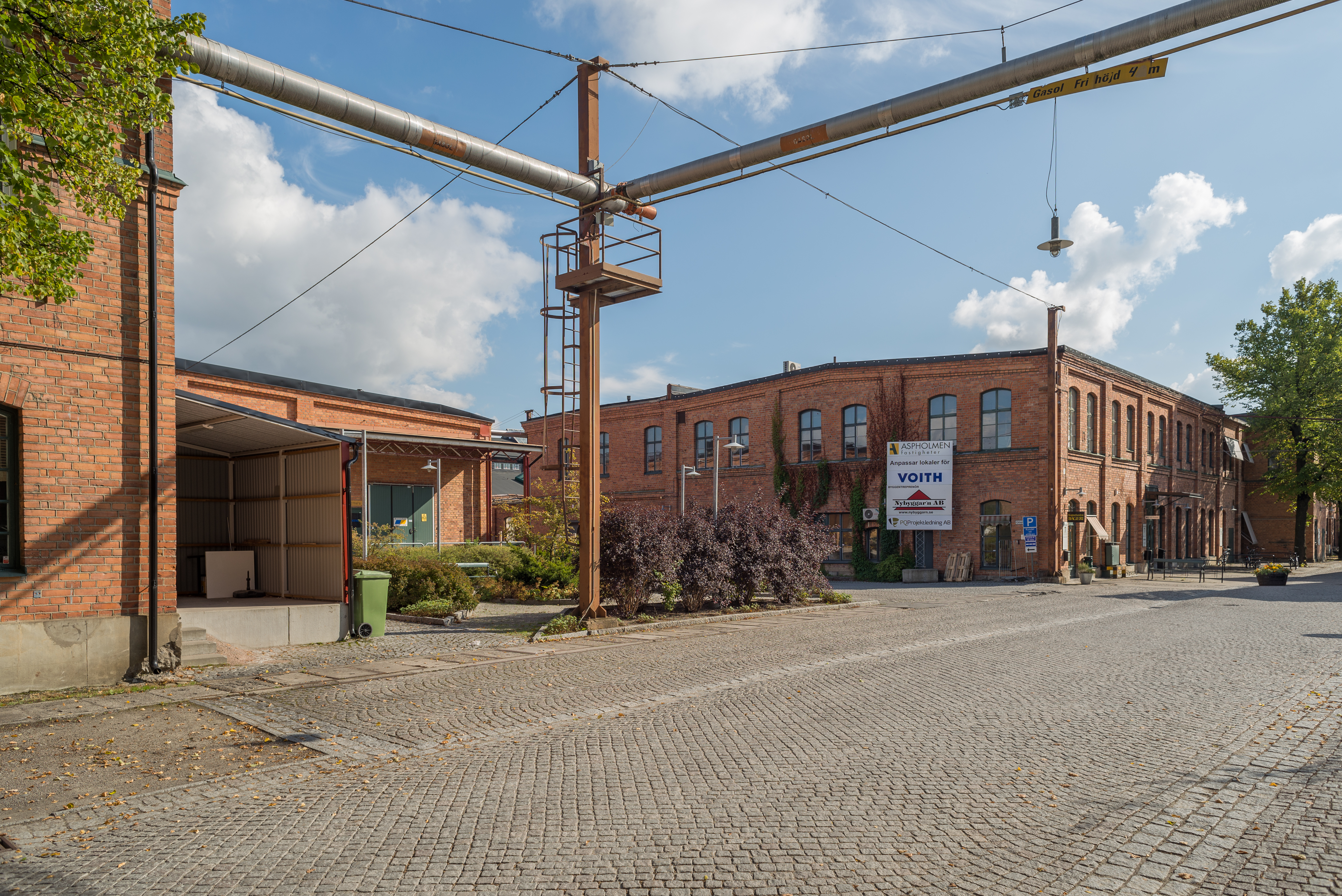
Bevarade industrilokaler.
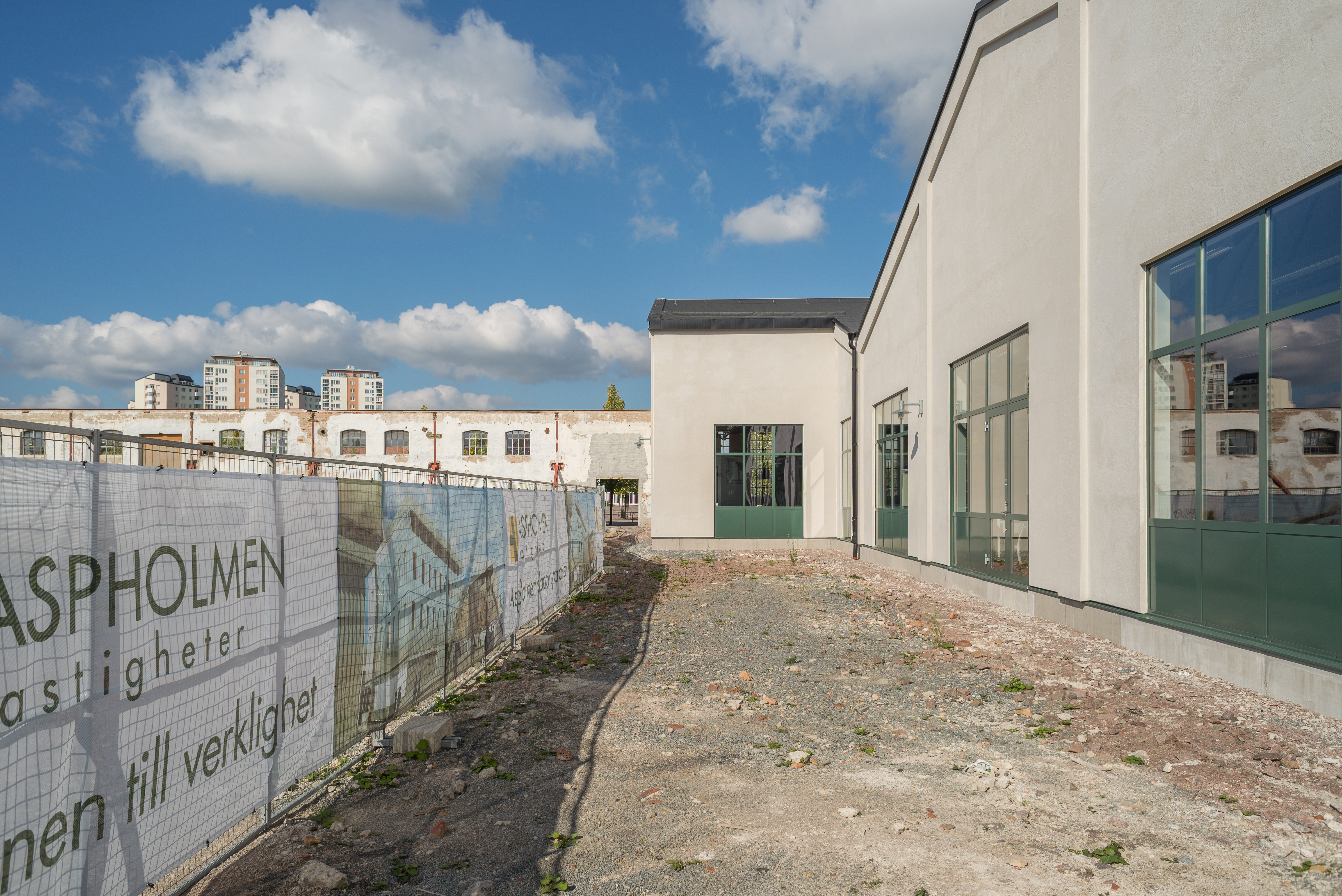
Nya kontorslokaler.